# Musée-bibliothèque Pierre-André-Benoit
 (septembre 2019).
Si vous disposez d'ouvrages ou d'articles de référence ou si vous connaissez des sites web de qualité traitant du thème abordé ici, merci de compléter l'article en donnant les références utiles à sa vérifiabilité et en les liant à la section « Notes et références ».
Le musée-bibliothèque Pierre-André-Benoit est un musée d'art moderne et contemporain situé à Alès. Installé dans une bâtisse de style néo-classique, le château de Rochebelle, il est labellisé musée de France.

## Le lieu: le château de Rochebelle
La propriété de Rochebelle est connue depuis le Moyen Âge, d’abord sous le nom de Brouzenc. Ce n’est que vers 1700 que l’on trouve dans un acte « domaine de Brouzenc appelé Rochebelle ».

En 1758, elle est décrite ainsi : 

« Le domaine de Rochebelle consiste en une grande maison carrée, composée de plusieurs appartements, cour d’entrée, remise, chenil, chapelle, avec un parterre ou galerie au devant. »

Le domaine passe au cours des siècles aux mains de différents propriétaires dont François-Pierre de Tubeuf, concessionnaire des mines de Rochebelle, qui l'acquiert en 1790. Le monogramme de cette famille se trouve sur la grille du balcon de la façade principale. Monsieur de Tubeuf lui donne, à la fin du XVIIIe siècle, l’aspect et le style néo-classique qu’on lui connaît aujourd’hui.
Cette maison abrita aussi le séjour des évêques d’Alais. Elle devient, au XIXe siècle, la résidence des directeurs des houillères. Les différents directeurs ont, chacun à leur tour, mis au goût du jour le décor intérieur et extérieur et ajouté l’aile nord. Le décor des façades, en grande partie en ciment, reprend vraisemblablement le décor néo-classique de Monsieur de Tubeuf.
La propriété est acquise enfin par la ville d’Alès et aménagée, entre 1986 et 1988, pour accueillir en 1989 le musée-bibliothèque Pierre-André Benoit.

## Le musée Pierre-André-Benoit

### Les collections
En 1986, Pierre-André Benoit (PAB) [1921-1993], imprimeur, sculpteur, poète, fait don de sa collection d'œuvres d’art à sa ville natale, Alès, et de ses collections littéraires à la Bibliothèque nationale de France (réserve des livres rares et précieux), à charge pour la BnF de faire le dépôt d'au moins un exemplaire de chaque livre réalisé par lui. Ces collections sont ordonnées autour du livre illustré, principale activité du donateur.
- Peintures, gouaches, dessins, estampes, sculptures de Pierre Alechinsky, Jean Arp, Julius Baltazar, Robert Bouquillon, Georges Braque, Gianni Bertini, Camille Bryen, Serge Charchoune, James Guitet, Jean Hugo, Miró, Picabia, Picasso, Gérard Schneider, Joseph Sima, Hans Steffens, Survage, Ubac, Vieira da Silva, Simona Ertan…, autant d'œuvres de qualité exceptionnelle qui reflètent le goût sûr du collectionneur.
- Livres d'artistes : près de 425 ouvrages, avec des textes et des illustrations, entre autres, de Alechinsky, Picasso, Joan Miró, Georges Braque, Picabia, Édith Boissonnas, André Breton, René Char, Paul Claudel, Dubuffet, Marcel Duchamp, Éluard, André Frénaud, Marcel Jouhandeau, Julius Baltazar, Jean Paulhan, Satie, Michel Seuphor, Tzara, Paul Valéry, Anne Slacik…

L’une des grandes originalités de ces collections, l’un des attraits du musée, est le petit format, en particulier pour les livres. Passion de PAB, il jalonne son œuvre (les « minuscules », ses gouaches, ses dessins) et la collection d’arts graphiques.
Les peintres présentés au musée sont les compagnons de PAB, ceux qui ont régulièrement collaboré à l’illustration de ses livres en complicité avec les auteurs. La collection d’art contemporain est essentiellement tournée vers l’abstraction des années 1950 à 1970 mais aussi ordonnée autour de l’œuvre ultime de grands contemporains historiques : Georges Braque, Picasso, Picabia, Miró . Composée de peintures, de quelques sculptures, elle est dominée par les arts graphiques.
Dans cet écrin sophistiqué qu’est le musée apparaît aussi la griffe du donateur : la salle d’exposition de la bibliothèque est une création de PAB : reliefs de plâtre coloré aux murs et au plafond, meubles en chêne cérusé, coloré, aux motifs découpés, chers à l’artiste. Des meubles de la fin de XVIIIe et du début du XIXe siècle restituent dans certaines salles du musée, l’ambiance du « château moderne », dernière résidence de PAB à Rivières de Theyrargues. La propriété de Rochebelle fut d’ailleurs choisie pour cet air de famille avec la maison de Rivières.

### Les expositions temporaires
Voici une liste non exhaustive des expositions du musée:
- Pablo Picasso / Aldo Crommelynck la route du cuivre. Mougins 1963-1972. Une histoire de gravure; du 9 février au 1er septembre 2024[5]
- Georges Braque, L’œuvre graphique; du 13 juillet au 29 octobre 2023[6]
- Alès, le beau temps selon Anne Slacik; du 17 février au 4 juin 2023[7]
- Jean Arp, Un jour, des années, une vie; du 24 juin au 9 octobre 2022[8]
- Jean-Marie Granier. Le langage secret des paysages; du 21 janvier au 19 avril 2022[9]
- Les 100 ans de PAB; du 14 juillet au 31 décembre 2021[10]
- Nouvelle fête. Manigancée par l'amitié. Art et techniques selon PAB; du 14 janvier au 20 septembre 2020[11]
- Jean Cocteau. L'empreinte d'un poète; du 20 juin au 6 octobre 2019[12]
- Willem. Un sujet qui fâche; 4 mars au 26 mai 2019[13]
- Picasso et le livre d'artiste; du 13 juillet au 21 octobre 2018[14]
- Jean-Pierre Geay. Une vie vouée aux livres; du 9 mars au 10 juin 2018[15]
- Survage, Abstrait ou cubiste ?; du 6 juillet au 15 octobre 2017[16]
- PAB. Le coeur à l'ouvrage. PAB, Picasso, Picabia, Braque, Miro, Alechinsky, Char, ...; du 8 juillet au 16 octobre 2016
- Jean Hugo, l'enlumineur du quotidien; du 12 juillet au 19 octobre 2014[17]
- Picabia, pionnier de l'art moderne; du 12 juillet au 27 octobre 2013[18]
- Miro et les arts graphiques; du 5 juillet au 16 septembre 2012[19]

## En savoir plus